# Ceratophyus kabaki
Ceratophyus kabaki är en skalbaggsart som beskrevs av Nikolajev 2007. Ceratophyus kabaki ingår i släktet Ceratophyus och familjen tordyvlar. Inga underarter finns listade i Catalogue of Life.